# 離郷の歌/進化樹
「離郷の歌/進化樹」（りきょうのうた/しんかじゅ）は、中島みゆきの46作目のシングル。2019年（令和元年）9月25日にヤマハミュージックコミュニケーションズから発売された。

## 解説
タイトル曲は、テレビ朝日系『帯ドラマ劇場・やすらぎの郷』の続編であるテレビドラマ『やすらぎの刻〜道』の主題歌として制作された楽曲で、2曲目の「進化樹」は2019年（平成31年）4月18日放送の第9話から、1曲目の「離郷の歌」は同年4月26日放送の第14話からオンエアされた。
新主題歌が発表されたにもかかわらず、当初『やすらぎの刻〜道』の主題歌は前作『やすらぎの郷』の主題歌である「慕情」が使用されていたため、新主題歌を楽しみにしていた多くのファンから所属レコード会社であるヤマハミュージックコミュニケーションズに多数の問い合わせが寄せられていたという。
中島みゆきのシングルで両A面が発売されるのは、「地上の星/ヘッドライト・テールライト」以来19年ぶりである。
このシングル発売と同日に、「慕情」「離郷の歌/進化樹」の2つのシングルに文字を大きくして読みやすさに配慮した歌詞カードをセットとした生活協同組合限定のオリジナルデザインのCD BOX「やすらぎパック」も発売された。

## 収録曲
全作詞・作曲：中島みゆき／編曲：瀬尾一三
1. 離郷の歌
2. 進化樹
3. 離郷の歌（TV MIX）
4. 進化樹（TV MIX）